# ルイス・アストン・ナイト
ルイス・アストン・ナイト（Louis Aston Knight、1873年8月3日 - 1948年5月8日）は、アメリカ合衆国の画家である。水辺の風景画を得意とした。

## 略歴
パリで生まれた。父親はフィラデルフィア生まれの画家でフランスに住んで、フランスの農家の女性を描いた画家のダニエル・リッジウェイ・ナイトである。父親から絵画を学んだ後、アカデミー・ジュリアンでジュール・ジョゼフ・ルフェーブルやトニ・ロベール＝フルーリーに学んだ。1894年からサロン・ド・パリに出展を始めた。1900年のパリ万国博覧会の展覧会では銅メダルを受賞し、1901年にサロンで選外佳作(honorable mention)を受賞した。地方の展覧会で受賞した後、1905年にサロンで金賞を受賞した。
1905年に両親の祖国、アメリカ合衆国を訪れ、1907年にアメリカ人の女性と結婚した。1907年以降は毎年9月は、得意の題材である水辺の風景を描くために、ヴェネツィアで過ごすようになった。第一次世界大戦がはじまるとアメリカに移った。
1919年にフランスに戻り、ノルマンディー、ウール県のボーモン＝ル＝ロジェに邸を買った。印象派の画家、クロード・モネを尊敬していて、しばしばジヴェルニーのモネの邸を訪ねた。モネが作った庭園に感銘を受け、自らも庭園をデザインした。
ノルマンディなどの、川辺の多くの風景画を残した。水面の透明感や反射や揺らぎ（ "the transparency, the reflections and the movements of water."）を表現するのが得意であった
。
1927年にレジオンドヌール勲章（オフィシエ）を受勲し、1934年にレジオンドヌール勲章（コマンドゥール）を受勲した。

## 作品

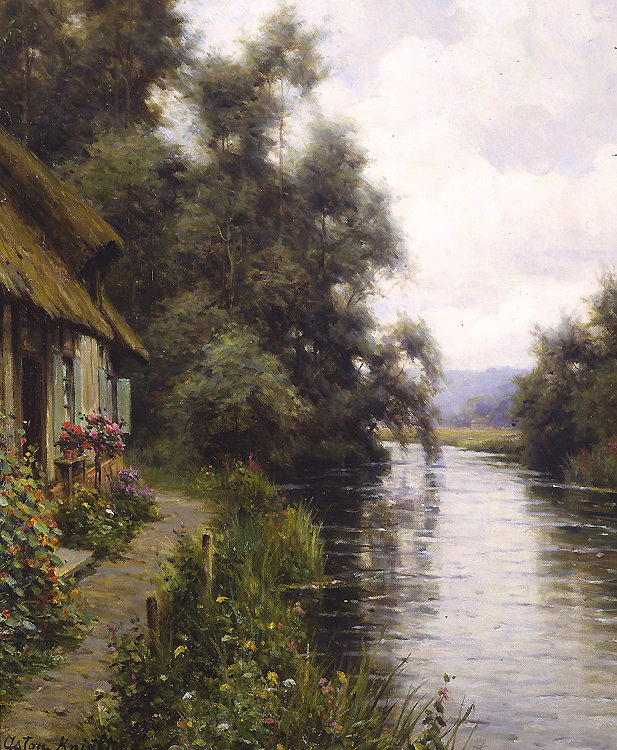
"A Cote de Riviere"
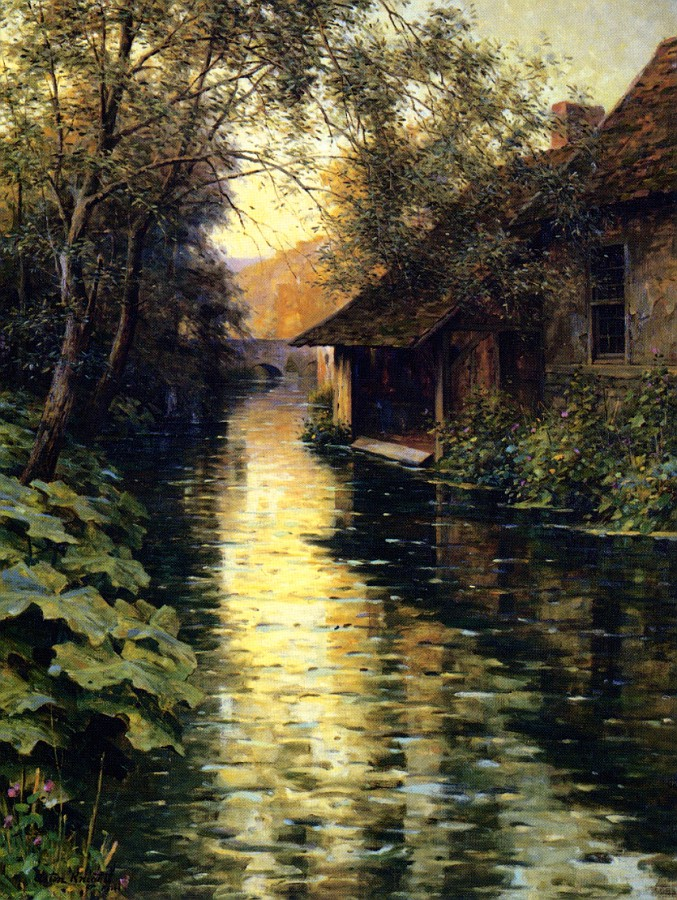
"Boathouse on a Stream"
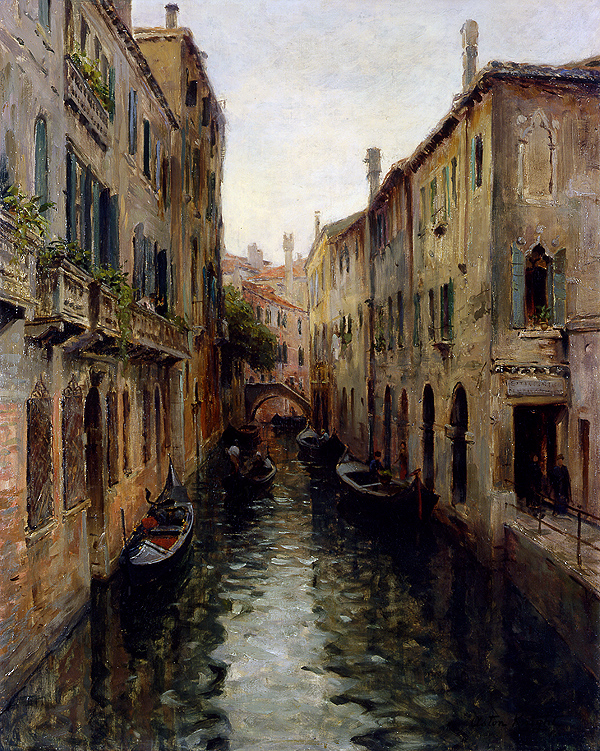
"Rio St. Aponal, Venice"
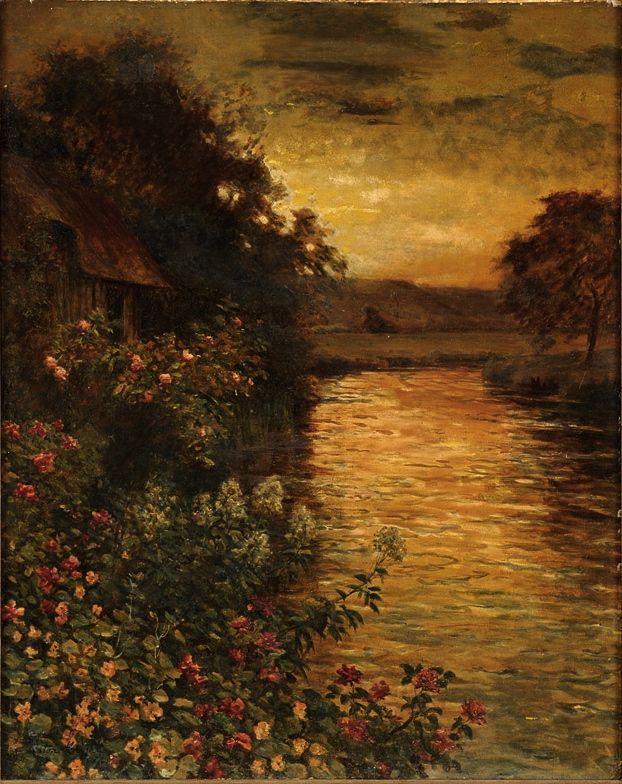
"Summer Morning"

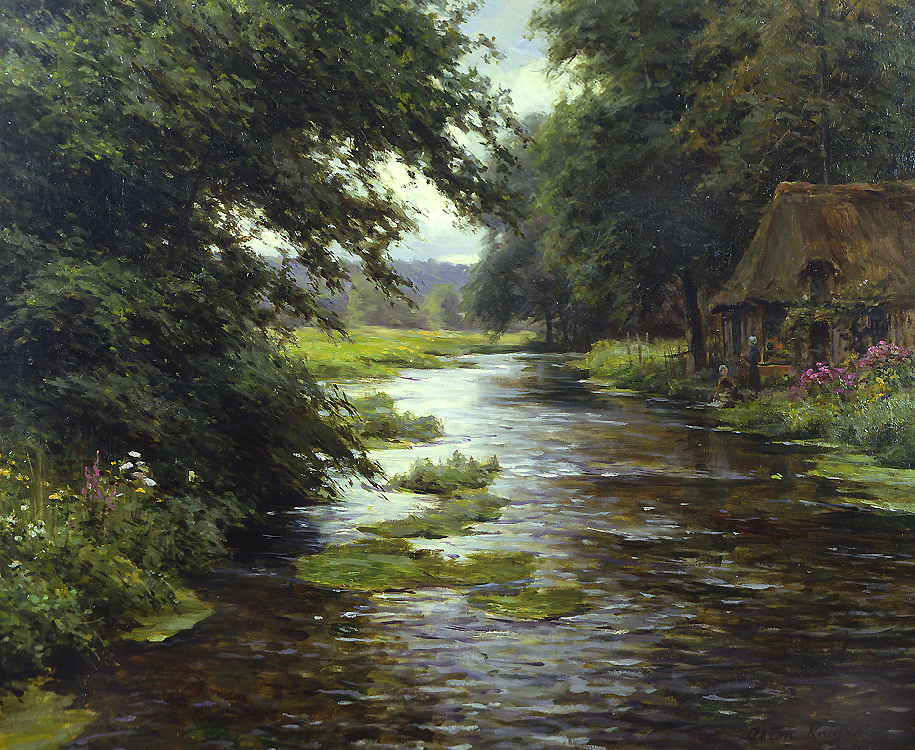
"A Cottage at Goupillieres"
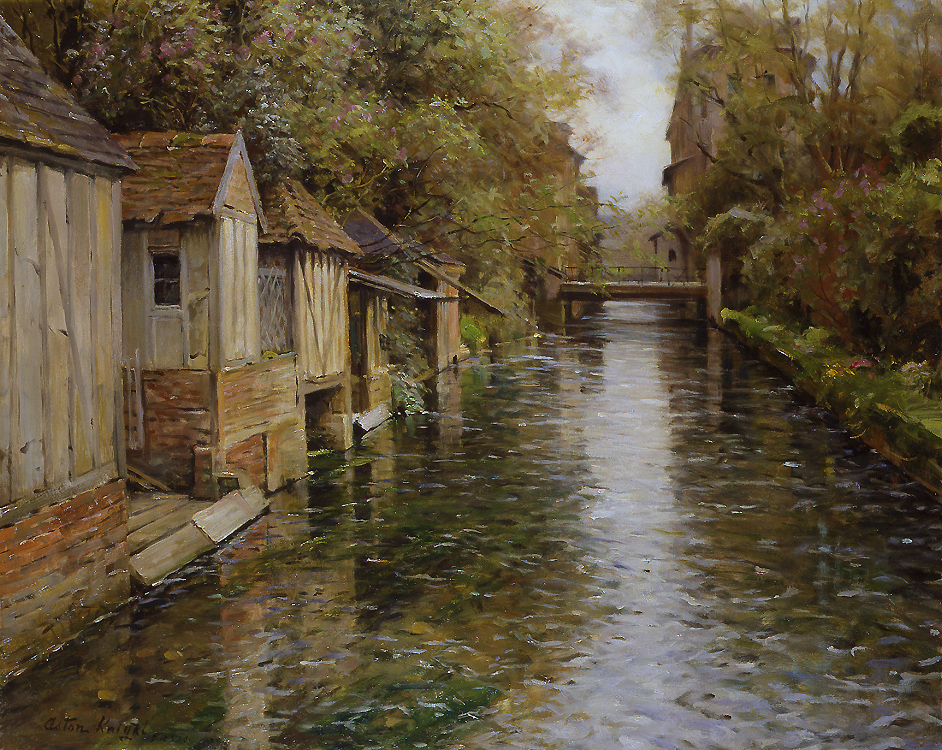
"La Risle a Beaumont-le-Roger"
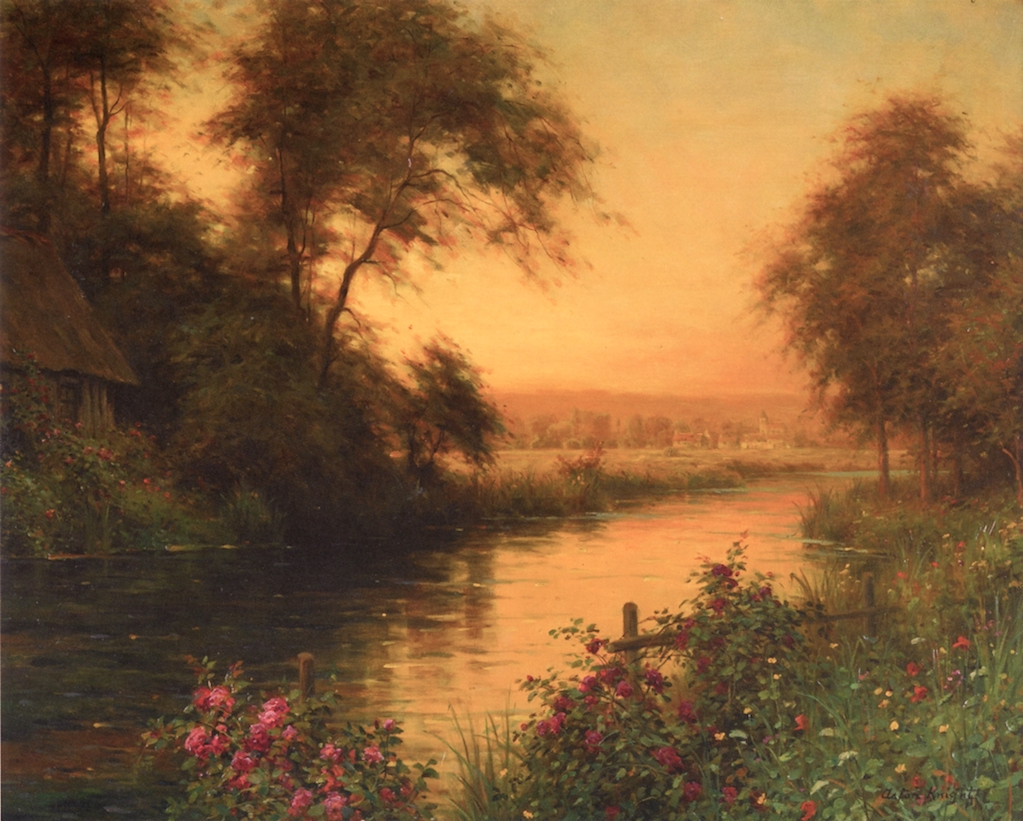
"Poet's Hour"
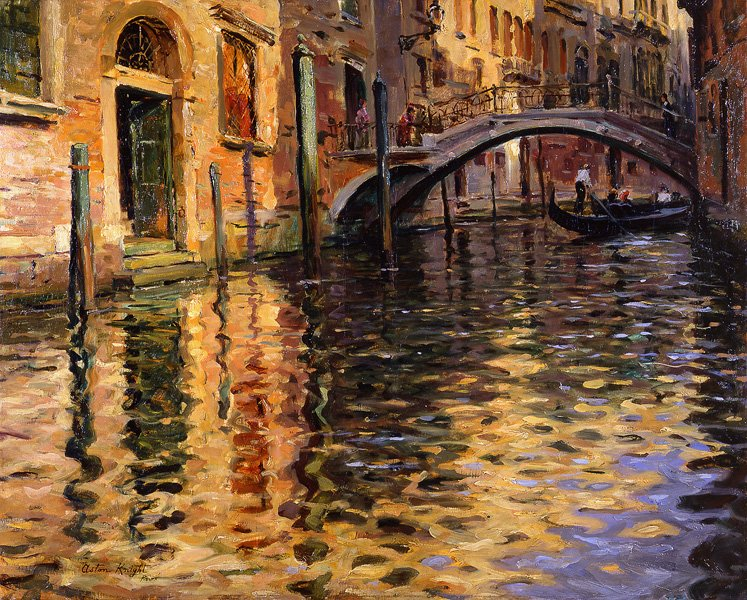
"Pont del Angelo, Venice"